# Diriangén FC
Diriangén FC is een Nicaraguaanse voetbalclub uit de stad Diriamba. Het is de meest succesvolle club van het land en won al 27 landstitels. De club werd opgericht in 1917 en is daarmee een van de oudste clubs van het land.
Dirangén FC speelt haar thuiswedstrijden in Estadio Cacique Diriangén, dat een capaciteit van 7500 toeschouwers heeft.

## Erelijst
- Landskampioen

1940, 1941, 1942, 1943, 1944, 1945, 1949, 1953, 1956, 1959, 1969, 1970, 1974, 1981, 1982, 1983, 1987, 1989, 1992, 1995, 1996, 1997, 2000, 2004 C, 2005 A, 2005/06, 2018 C
- Beker van Nicaragua

1996, 1997
Chinandega ·
Deportivo Las Sabanas ·
Deportivo Ocotal · 
Deportivo Walter Ferretti · 
Diriangén · 
Juventus Managua · 
Managua · 
Real Estelí · 
Real Madriz · 
UNAM Managua